# 角田猛之
角田 猛之（つのだ たけし）は、日本の法学者。関西大学法学部教授。

## 略歴

### 学歴
- 1977年 - 大阪大学法学部法律学科卒業
- 1979年 - 大阪大学大学院法学研究科修士課程（基礎法学）修了
- 1982年 - 大阪大学大学院法学研究科博士課程（公法学）単位取得満期退学
- 2011年 - 博士（法学） （関西大学）（学位論文「戦後日本の<法文化の探求>―法文化学構築にむけて―」）

### 職歴
- 1982年 - 大阪大学法学部助手
- 1983年 - 中京大学法学部専任講師
- 1986年 - 中京大学法学部助教授
- 1991年 - 中京大学法学部教授
- 1992年 - 大阪府立大学総合科学部助教授
- 1999年 - スコットランド法協会よりステア・ ソサエティとして認定
- 2001年 - 大阪府立大学総合科学部教授
- 2005年 - 大阪府立大学人間社会学部人間科学科教授
- 2007年 - 関西大学法学部教授

## 恩師
指導教官は矢崎光圀。

## 著作

### 単著
- 『法文化の諸相―スコットランドと日本の法文化』（晃洋書房、1997年）
- 『法文化の探求―法文化比較にむけて』（補訂版 法律文化社、2001年）
- 『法の世界―PHILOSOPHY・SOCIETY・CULTURE 』（晃洋書房、2008年）
- 『中国の人権と市場経済をめぐる諸問題 (アジアにおける経済・法・文化の展開と交流 2)』（関西大学出版部、2010年）
- 『戦後日本の「法文化の探求」―法文化学構築にむけて』（関西大学出版部、2010年）

### 共著
- （竹下賢・平野敏彦）『トピック法思想―羅針盤としての歴史』（法律文化社、2000年）
- （竹下賢）『マルチ・リーガル・カルチャー―法文化へのアプローチ』（改訂版 晃洋書房、2002年）
- （石田慎一郎）『グローバル世界の法文化―法学・人類学からのアプローチ』（福村出版、2009年）

### 共編著
- （竹下賢）『恒藤恭の学問風景―その法思想の全体像』（法律文化社、1999年）
- （長谷川晃）『ブリッジブック法哲学』（信山社出版、2004年）
- （竹下賢・竹村和也・沼口智則）『入門法学―現代社会に生きる法・活かす人権』（第3版 晃洋書房、2009年）
- （竹下賢・市原靖久・桜井徹）『はじめて学ぶ法哲学・法思想―古典で読み解く21のトピック』（ミネルヴァ書房、2010年）

### 訳書
- （ニール・マコーミック：著）『ハート法理学の全体像』（晃洋書房、1996年）
- （ウィル・キムリッカ：著、山崎康仕・石山文彦：共訳）『多文化時代の市民権―マイノリティの権利と自由主義』（晃洋書房、1998年）
- （ニール・マコーミック：著、亀本洋・井上匡子・石前禎幸・濱真一郎：共訳）『判決理由の法理論』（成文堂、2009年）